# Fly to NEW WORLD
「Fly to NEW WORLD」（フライ・トゥー・ニュー・ワールド）は、日本のバーチャルYouTuber、ミライアカリの通算6作目（メジャー1作目）の配信限定シングル。2020年9月30日にGOOM STUDIOよりデジタルリリースされた。

## 概要
自身のメジャーデビューシングル。
本作はハートカンパニーが設立した新レーベル「GOOM STUDIO」からの第1号作品としてリリースされた。
作詞は安藤紗々、作曲・編曲はPENGUIN RESEARCHのギタリストである神田ジョンが担当した。
MVの監督はflapper3が、ジャケットの絵はMONQが担当。
2020年10月29日にニコニコ生放送で活動3周年記念の無観客ライブを実施することを発表。

## 収録曲
1. Fly to NEW WORLD - [4:12]
作詞：安藤紗々　作曲・編曲：神田ジョン